# Fernand Dumont (Schriftsteller)
Fernand Dumont (* 28. Dezember 1906 in Mons; † März 1945 im KZ Bergen-Belsen) war ein belgischer Schriftsteller französischer Sprache. Er ist nicht zu verwechseln mit dem kanadischen Schriftsteller und Soziologen Fernand Dumont (1927–1997).

## Leben und Werk
Fernand Dumont studierte Rechtswissenschaft in Brüssel. Nach einem Zusammentreffen mit André Breton im Jahr 1933 schloss er sich der 1934 von Achille Chavée in La Louvière gegründeten surrealistischen Dichtergruppe Rupture (Bruch, Zäsur) an. Die Gruppe gab den Band Mauvais Temps (Schlechtwetter) heraus und organisierte in La Louvière eine internationale Ausstellung des Surrealismus. 1939 verließ er zusammen mit Dumont die trotzkistisch orientierte Gruppe und gründete die stalinistisch orientierte Groupe surréaliste du Hainaut (Surrealistengruppe der Provinz Hennegau). 1942 wurde er von der Gestapo festgenommen und kam über Löwen, die Zitadelle von Huy, das KZ Herzogenbusch, das KZ Sachsenhausen (5. September 1944) und das KZ Neuengamme in das KZ Bergen-Belsen, wo er im März 1945 im Alter von 38 Jahren starb.
Dumonts Texte wurden zwischen 1934 und 1942 verfasst und erschienen überwiegend postum. Wegen der Vielfalt seiner literarischen Techniken nannte ihn Paul Émond einen „grand rhétoriqueur“.

## Werke (Auswahl)
- L’étoile du berger. Labor, Brüssel 1955. (autobiographisch, Einführung von Paul Champagne, 1894–1974)
- Dialectique du hasard au service du désir. Brassa, Brüssel 1979. (verfasst 1938–1942, autobiographisch, Vorwort von Louis Scutenaire)
- La région du coeur et autres textes. Labor, Brüssel 1985. (Erzählungen, Vorwort von Pierre Mertens. Kommentar von Daniel Blampain)